# 구마자와 반잔

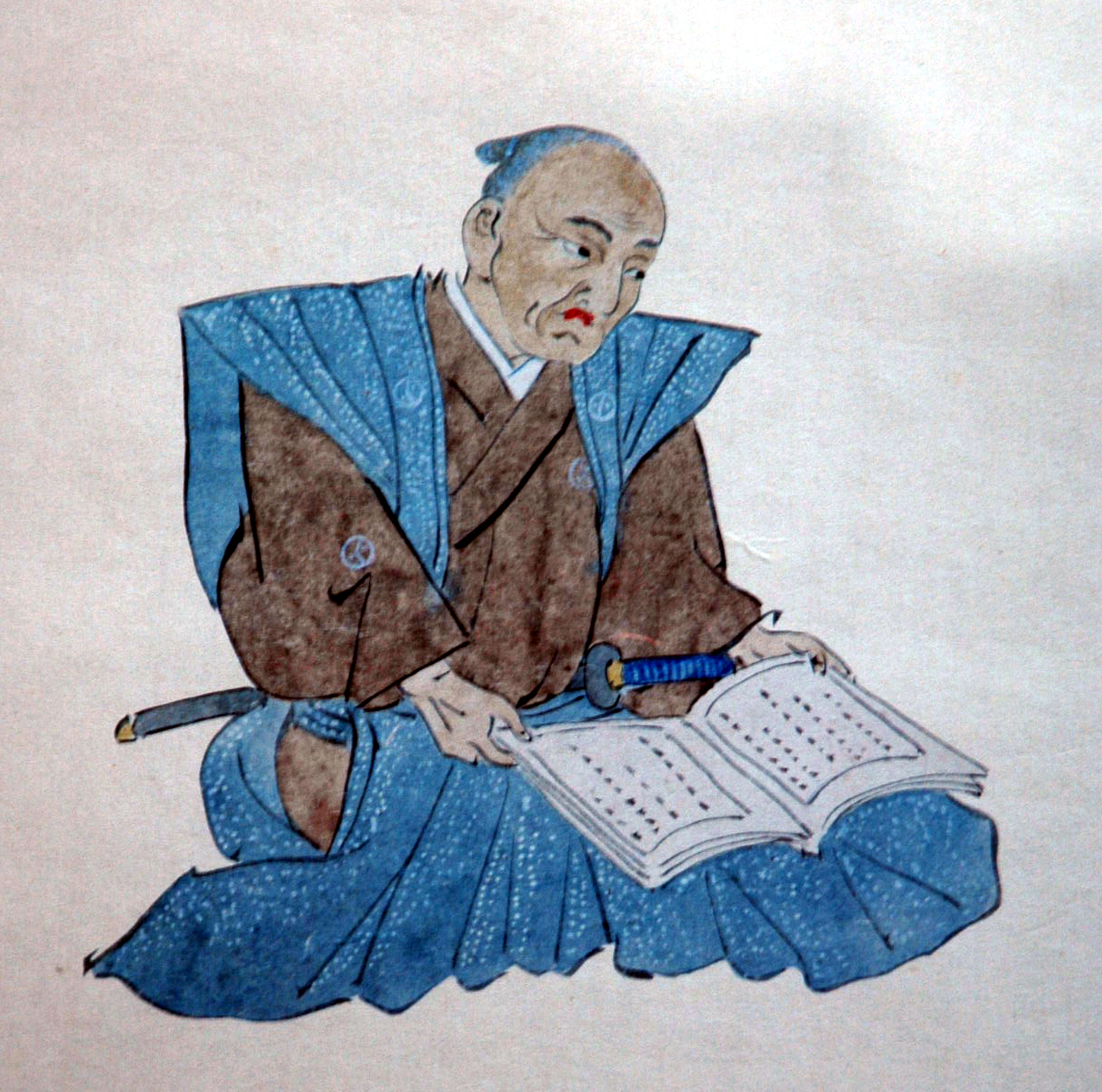
구마자와 반잔

구마자와 반잔(일본어: 熊沢 蕃山, 겐나 5년(1619년) ~ 겐로쿠 4년 음력 8월 17일(1691년 9월 9일))은 에도 시대 초기의 양명학자 중 대표적인 인물이다. 휘는 시게쓰구(伯継). 그의 학문적 탐구와 정치적 실천에 의해 일본에서 양명학이 크게 확산되었다.

## 생애
그는 23세에 나카에 도주의 문하에 들어가 수학하였으며, 도주 문하의 가장 뛰어난 제자로 인정받았다. 27세 이후에는 오카야마번주 이케다 미쓰마사(池田光政)의 두터운 신임을 받아 번정(蕃政)에 참여하였다. 그는 가난한 자를 구휼하고 음란한 사원을 폐지시켰으며, 사회 기강을 바로 잡는 등 정치적 업적도 쌓았다. 후에 그는 막부와 정치적 견해를 달리한 탓으로 미움을 사 관직에서 쫓겨났으며, 만년에는 궁벽한 지역에 연금되어 있다가 쓸쓸하게 세상을 떠났다.

## 사상

### 인간 존재의 긍정
구마자와 반잔의 철학적 세계관은 도주의 주관적 관념론을 이어받아 ‘심(心)’과 ‘성(性)’을 ‘태허(太虛)’와 동등한 위치에 놓았으며, ‘마음’으로 만사만물을 포용하였다. 우주 자연의 생성과 그 존재적 근거를 ‘심’의 작용이라고 결론지은 반잔의 말은 도주의 ‘천지만물은 모두 내 명덕 가운데 있다’는 심본체론과 일맥상통한다. 그러나 엄밀히 따진다면 반잔의 심본체론에 대한 이론적 전개는 참신한 맛이 적을 뿐만 아니라, 이론 체계도 허술하여 왕수인이나 도주에 못 미친다. 그럼에도 반잔은 마음의 절대성과 인간이 선천적으로 지니고 있는 도덕적 사명 의식에 입각하여 인간 존재의 긍정적 의의와 그 가치를 부각시키고 있는데, 바로 이곳에서 반잔 철학의 참정신을 엿볼 수 있다.
| “ | 명덕이라는 것은 인성(人性)에 대한 존귀한 이름이다. 기타 만물에게는 이 이름을 붙일 수가 없다. 인간은 음양오행의 아름다운 기가 모여서 태어나기 때문에 리의 품부도 온전하다. 오척의 체구로서 하늘의 조화를 도와 천지가 이루어지고 만물이 육성된다. 따라서 천지간에 인간이 있는 것은 인간에게 마음이 있는 것과 같다. | ” |
|   | — 《대학소해(大學小解)》 |   |

이것은 천지의 마음이 인간만이 아름다운 도덕 성품과 우주 자연의 조화를 도울 수 있는 창의력을 갖추고 있으므로, 만물의 영장이 되고 천지의 주인이 된다는 말이다. 인간에 대한 반잔의 이와 같은 찬사는 인간의 아름다운 도덕적 본성과 인간만이 갖추고 있는 창조력에 대한 자신감, 그리고 인간으로서의 자부감이 넘쳐난 것이라 하겠다.

### 현실 개혁 사상
도주의 철학이 현실의 고통과 번뇌에서 벗어나 인간 내면 세계의 평온을 추구하기 위한 하나의 방편으로 개인의 도덕적 수양을 중시한 것임에 반해, 반잔은 사회 현실과 민생에 관한 문제에 관심을 가지고 있다. 반잔은 불합리한 사회 현실과 정치적 제도를 개혁하자고 호소함으로써 일본 양명학을 실천 지향주의의 새로운 방향으로 전환시켰다. 그러므로 그의 학설은 사변적 논리에 대한 철학 이론의 정립보다는, 사회 현실 문제와 결부시켜 변화와 발전을 강조한 사상적 요소가 많이 담겨 있다. 이것은 그의 〈시처위론(時處位論)〉과 〈역간론(易簡論)〉에서 집중적으로 조명된다. 변화와 발전에 대해서도 왕수인 자신도 《전습록》에서 많이 다루었다. 왕수인은 양지의 가장 중요한 특징을 ‘변화(易)’라고 규정하였다. 그는 양자의 끊임없는 변화와 활동을 설명하였으며, 고정불변하는 법칙이나 진리에 얽매여 있는 종래의 사상과 관습을 극력 반대하였다. 물론 반잔이 말한 변화와 발전에 대한 견해는 양명이 말한 변화와 발전과는 거리가 있다. 다만 그가 변화와 발전이라는 양명학의 사상적 요소를 사회 현실에 대한 적극적인 개혁으로 수용했다는 것은, 일본 양명학 발전사에서 커다란 의의를 지니고 있다. 반잔은 사물의 가장 근본적인 본질은 변역(變易)에 있다고 생각하여, “사물이 지극한 데 이르러 반드시 다른 방향으로 되돌아가는 것은 사물의 이치이다”라고 말하였다. 이에 그는 일체의 사상과 이론 및 정책은 모두 시간(時)·장소(處)·상황(位)에 따라 변통돼야 한다고 보았으며, 각 나라들은 자국의 실제적 상황과 시대의 특징에 상응하는 정치를 해야 한다고 주장하였다. 즉 시간·장소·상황에 따라 백성들과 함께 하는 정치를 하는 것이 '성인이 행하는 근본 이치(聖人之大道)'이다.
이러한 사상적 견지에서 그는 정치적 개혁을 기대하고 일본의 풍토에 적합하지 않은 문물과 제도는 폐지시켜야 하며, 간소한 정치를 펴야 한다고 주장하였다. 그 요체는 번거롭고 형식에 얽매여 있는 예의범절과 제도를 폐지하고 소박하고 간단한 정치를 행해야 한다는 것이다. 그는 이에 대한 구체적인 방법으로 무사와 낭인들을 농촌에 이주시켜 정착시키자는 ‘무사 토착제도’를 제시하였다.

## 저서
주요 저작으로 《집의화서(集義和書)》, 《집의외서(集義外書)》, 《대학소해(大學小解)》, 《효경소해(孝敬小解)》 등이 있는데 모두 《반잔전집(蕃山全集)》에 수록되어 있다.

## 같이 보기
- 다이산지